# Where Is the Feeling?
"Where Is the Feeling?" pjesma je australske pjevačice Kylie Minogue. Objavljena je kao treći i posljednji singl s njenog studijskog albuma Kylie Minogue 10. srpnja 1995. godine u izdanju diskografskih kuća Deconstruction i Mushroom.

## O pjesmi
Pjesma, originalno klupski hit za Within a Dream 1993. godine, trebala je biti drugi singl s albuma, ali to izdanje odgođeno je zbog objavljivanja pjesme "Put Yourself in My Place". Singl je trebao biti objavljen u travnju 1995. godine, ali i to izdanje odgođeno je jer je Minogue završavala snimanje filma Bio-Dome.
Albumska inačica pjesme "Where Is the Feeling?" remiksirana je za objavljivanje na singlu od sastava Brothers in Rhythm.
Miks na singlu vjerojatno je Minoguein najnekomarcionalnije singl izdanje. Aranžman je preokrenut u manji ključ i sadrži mnogo dijelova govora, šapata i vokala. Možda je bio prekompleksan za radio, pa su radijske stanice puštale BIR Bish Bosh remiks koji je Minogue također pjevala uživo na promotivnim nastupima za singl.
Diskografska kuća Deconstruction planirala je pratiti pjesmu s dva singl izdanja, ali to je otkazano zbog pravila na top ljestvicama.
Remiks koji se čuje u spotu Minogue je pjevala na sljedećim turnejama:
- KylieFever2002 (kao dio medleya "The Crying Game Ballad Medley")

Također, pjesmu je izvodila u emisiji Don't Forget Your Toothbrush

## Popis pjesama
CD singl
1. "Where Is the Feeling?" (BIR Dolphin Mix) – 4:11
2. "Where Is the Feeling?" (BIR Soundtrack) – 13:28
3. "Where Is the Feeling?" (Da Klubb Feelin Mix) – 10:48
4. "Where Is the Feeling?" (Morales Mix Edit) – 6:12
5. "Where Is the Feeling?" (BIR Bish Bosh Mix) – 4:48

Kaseta singl
1. "Where Is the Feeling?" (BIR Dolphin Mix) – 4:11
2. "Where Is the Feeling?" (BIR Bish Bosh Mix Edit) – 4:48

Australski kaseta singl
1. "Where Is the Feeling?" (BIR Dolphin Mix) – 4:11
2. "Where Is the Feeling?" (BIR Soundtrack) – 13:28
3. "Where Is the Feeling?" (Da Klubb Feelin Mix) – 10:48
4. "Where Is the Feeling?" (Morales Mix Edit) – 6:12
5. "Where Is the Feeling?" (BIR Bish Bosh Mix) – 4:48

12" singl
1. "Where Is the Feeling?" (BIR Soundtrack) – 13:28
2. "Where Is the Feeling?" (Da Klubb Feelin Mix) – 10:48

Japanski 3" CD singl
1. "Where Is the Feeling?" (Album version) – 6:59
2. "Confide in Me" – 5:51

Originalni (otkazani) CD singl 2
1. "Where Is the Feeling?" (BIR Dolphin Mix)
2. "Living for Your Loving" (prije neobjavljena)
3. "Where Is the Feeling?" (Pharmacy Dub)
4. "Where Is the Feeling?" (K-Klass Klub Mix)
5. "Where Is the Feeling?" (K-Klass Dub)

## Službeni remiksevi
1. "Where Is the Feeling?" (akustična inačica) – 4:51
2. "Where Is the Feeling?" (albumska inačica) – 6:59
3. "Where Is the Feeling?" (Aphroheadz Powerlite Mix) – 6:24
4. "Where Is the Feeling?" (BIR Bish Bosh Mix Edit) – 4:06
5. "Where Is the Feeling?" (Japanese Radio Edit) – 4:57
6. "Where Is the Feeling?" (Morales Mix) – 9:55
7. "Where Is the Feeling?" (Thee Rad Vid Clash Mix) – 7:08
8. "Where Is the Feeling?" (West End TKO Mix) – 8:09[2]
9. "Where Is the Feeling?" (Da Klubb Feelin Mix) – 10:51
10. "Where Is the Feeling?" (Morales Mix Edit) – 6:12

## Top ljestvice
| Top ljestvica (1995.)  | Najviša pozicija |
| ---------------------- | ---------------- |
| Australija             | 31               |
| Ujedinjeno Kraljevstvo | 16               |